# João Manuel Ferreira Simões
João Manuel Ferreira Simões, conhecido simplesmente por Ferreira Simões (Ota, 3 de setembro de 1932 – Lisboa, 24 de outubro de 2014) foi um jornalista português conhecido por ter fundado e dirigido o Sindicato dos Jornalistas em Moçambique. Trabalhou ainda em jornais influentes e de grande expansão, como o "Diário de Notícias" e o "Diário Popular".

## Princípio de Vida
Nascido na pequena vila da Ota, concelho de Alenquer, a cerca de 45km a norte de Lisboa, perdeu os pais antes dos 10 anos. Durante a segunda guerra mundial, na qual Portugal manteve uma posição neutra, a vida entre as classes média e baixa era extremamente difícil, pelo que ninguém na família o pôde sustentar. Assim, vem para Lisboa, onde é inscrito, em Fevereiro de 1940, na secção de Pina Manique da Casa Pia de Lisboa, uma instituição de apoio a crianças em risco.

## Casa Pia de Lisboa
Quando adolescente, Ferreira Simões integrou um pequeno grupo da mesma faixa etária que teve diversas intervenções nas temporadas da ópera italiana, em espectáculos realizados no Coliseu dos Recreios e no Teatro Nacional de S. Carlos. Foi nessa altura que conheceu pessoalmente cantores famosos como Tito Schippa, Benjamino Gigli, Gino Bechi, Iolanda Gardino, Renata Tebaldi, e os portugueses Tomás Alcaide e Guilhermo Kjolner. Curiosamente, foi depois de um ensaio nocturno da ópera Cecília, no Teatro Nacional de S. Carlos, que se viu envolvido num acidente de viação que viria a determinar a sua ida para Moçambique (o que aconteceu em 1951), a convite do proprietário e director do Notícias de Lourenço Marques, capitão Manuel Simões Vaz, que mais tarde mandou retirá-lo da secção de publicidade, onde fora colocado, para o integrar no quadro redactorial do referido diário.

## Lourenço Marques
Em Lourenço Marques foi chefe de redacção do jornal Notícias da Beira, chefe de redacção da revista Tempo e representante da agência noticiosa Lusitânia, uma concorrente da Anop (mais tarde extinta para criar a Lusa). Embora não fosse adepto do regime que dirigiu os destinos de  Portugal durante cerca de 40 anos, o jornalista Ferreira Simões nunca foi incomodado pela PIDE (polícia política), porque também nunca se envolveu em actividades que a isso pudessem conduzir. Quando em Lourenço Marques foi, no entanto, chamado por duas vezes à sede daquele polícia, por razões que se prenderam com a sua fase de esperantista, altura em que se correspondeu com numerosos simpatizantes da língua internacional (vidé língua esperanto), muitos deles em países da então chamada «cortina de ferro». A PIDE, que se apoderara de alguma correspondência que lhe era dirigida, quis que o destinatário traduzisse o seu conteúdo, embora fosse óbvio que essa tradução já era do seu conhecimento. O objectivo da polícia do regime de Salazar era apenas confirmar se as duas traduções coincidiam!
A única perseguição digna de registo de foi alvo, partiu não da polícia política mas sim do último governador-geral de Moçambique, Eng. Pimentel dos Santos. Ferreira Simões, que era dirigente sindical, foi indigitado, numa reunião dos vários sindicatos, para membro do Conselho Legislativo, órgão de que era presidente, por inerência, o governador-geral, e que tinha a seu cargo a discussão e aprovação (ou rejeição) dos vários diplomas legislativos, que eram publicados no jornal oficial e constituíam as leis que vigoravam naquele antigo território de Portugal em África. A lista dos eleitos pelos vários sectores com intervenção no processo, era apreciada pelo representante do partido único (a Acção Nacional Popular) e pelo governador-geral. Este, com quem Ferreira Simões tivera um ligeiro embate, na sequência de notícias por ele enviadas e publicadas em Lisboa, mandou que se alterasse a acta da reunião dos sindicatos em que fora eleito e colocassem no seu lugar um negro da região do Monapo, de seu nome Assael Jonassane Mazula, que já vinha fazendo parte de anteriores conselhos legislativos.
Isto passou-se em 1973. No ano seguinte, o golpe de estado que terminou com o regime de Lisboa, pôs também fim à curta vida do último Conselho Legislativo de Moçambique, e às funções do governador-geral, que regressou imediatamente à Metrópole (como Portugal era designado nos territórios ultramarinos).

## Regresso a Portugal
Depois da revolução de 25 de Abril de 1974, a Revolução dos Cravos, o golpe militar de esquerda perpetrado pelas hierarquias médias do MFA que derrubou o regime ditatorial que governava Portugal há quase quatro décadas, Ferreira Simões vê-se forçado a abandonar Moçambique devido a perseguições políticas e também por acreditar que o país deveria ter direito a eleições gerais livres e democráticas, ao invés do destino político ser entregue ao partido marxista Frelimo. Deixando tudo para trás, procura refúgio em Joanesburgo, a maior cidade da África do Sul, onde residiu quase dois anos até regressar a Portugal na primavera de 1976. Nessa altura, Portugal enfrentava uma grave crise económica, social e política, caracterizada por uma quase bancarrota, lutas sociais, e confrontos entre a esquerda e a direita. Mais de meio milhão de portugueses que viveram nas colónias, principalmente em Angola e Moçambique, haviam regressado.
Em Lisboa, recomeçou como copy desk e editor no Diário de Notícias e mais tarde trabalhou como editor e grande repórter no Diário Popular, dois dos maiores diários de Lisboa.